# Grmuša
Grmuša (en serbe cyrillique : Грмуша) est un village de Bosnie-Herzégovine. Il est situé sur le territoire de la ville de Bihać, dans le canton d'Una-Sana et dans la fédération de Bosnie-et-Herzégovine. Selon les premiers résultats du recensement bosnien de 2013, il ne compte plus aucun habitant.

## Géographie
Grmuša est situé à 25 km au nord-est de Bihać, sur les bords de la rivière Una.

## Histoire
Le village a été brûlé et miné en 1994 lors de la guerre de Bosnie-Herzégovine. Le déminage par les forces de l'OTAN s'est terminé en 2004 et aucun habitant n'est retourné vivre dans celui-ci jusqu'à présent[réf. nécessaire].

## Démographie

### Évolution historique de la population
| 1948 | 1953 | 1961 | 1971 | 1981 | 1991 | 2013 |
| ---- | ---- | ---- | ---- | ---- | ---- | ---- |
| -    | -    | 629  | 646  | 453  | 304  | 0    |

|  |